# Richter Pass
Richter Pass är ett bergspass i Kanada.   Det ligger i provinsen British Columbia, i den södra delen av landet, 3 300 km väster om huvudstaden Ottawa. Richter Pass ligger 677 meter över havet.
Terrängen runt Richter Pass är kuperad åt sydost, men åt nordväst är den bergig. Terrängen runt Richter Pass sluttar österut. Runt Richter Pass är det mycket glesbefolkat, med 3 invånare per kvadratkilometer.. Närmaste större samhälle är Osoyoos, 10,4 km öster om Richter Pass.
Trakten runt Richter Pass består i huvudsak av gräsmarker.